# سكوت بيكر (لاعب كرة قاعدة)
سكوت بيكر (بالإنجليزية: Scott Baker)‏ هو لاعب كرة قاعدة أمريكي، ولد في 19 سبتمبر 1981 في شريفبورت في الولايات المتحدة.

## وصلات خارجية
- سكوت بيكر على موقع دوري كرة القاعدة الرئيسي (الإنجليزية)
- سكوت بيكر على موقعبيزبول رفرنس.كوم (الدوري الرئيسي) (الإنجليزية)
- سكوت بيكر على موقعبيزبول رفرنس.كوم (الدوري الثانوي) (الإنجليزية)
- سكوت بيكر على موقع إي إس بي إن.كوم (أم.أل.بي) (الإنجليزية)
- سكوت بيكر على موقع مشجعي الرسوم البيانية (الإنجليزية)